# Liste der Kreisstraßen in Wiesbaden
Die Liste der Kreisstraßen in Wiesbaden ist eine Auflistung der Kreisstraßen in der hessischen kreisfreien Stadt Wiesbaden.

## Abkürzungen
- K: Kreisstraße
- L: Landesstraße

## Liste
Die Kreisstraßen behalten die ihnen zugewiesene Nummer innerhalb des Regierungsbezirks Darmstadt in der Regel auch bei einem Wechsel in einen benachbarten Landkreis. Nicht vorhandene bzw. nicht nachgewiesene Kreisstraßen werden in Kursivdruck gekennzeichnet, ebenso Straßen und Straßenabschnitte, die unabhängig vom Grund (Herabstufung zu einer Gemeindestraße oder Höherstufung) keine Kreisstraßen mehr sind. 
Der Straßenverlauf wird in der Regel von Nord nach Süd und von West nach Ost angegeben.
| Nr.   | Verlauf |
| ----- | --- |
| K 634 | – Berliner Straße – – Berliner Straße – K 652 – Berliner Straße – K 663 – Zum Friedhof – |
| K 643 | – Biebricher Allee – – Biebricher Allee – L 3482 |
| K 644 | L 3037 – Karlstraße – Adelheidstraße – Schiersteiner Straße – / |
| K 645 | – Saarstraße – K 655 – Saarstraße – K 648 |
| K 646 | L 3441 – Kirschblütenstraße – Ludwig-Erhard-Straße – K 654 – Ludwig-Erhard-Straße – K 655 – Dotzheimer Straße – L 3037 |
| K 647 | L 3037 – Lahnstraße – – Emser Straße – K 651 – Coulinstraße – Webergasse – Kranzplatz – Taunusstraße – Sonnenberger Straße – K 653 – Danziger Straße (– Abzweig zur K 647 über die Mühlbergstraße und Mühlwiesenstraße) – Schlagstraße – Rambacher Straße – Ostpreußenstraße – K 660 – Niedernhausener Straße – – Kirchhohl – K 659                           |
| K 648 | (K 638 im Rheingau-Taunus-Kreis) – Stadtgrenze – Söhnleinstraße (– Abzweig zur /L 3441 über die Grorother Straße) – Söhnleinstraße – K 654 – (Abzweig zur K 648 über die Reichsapfelstraße) – Karl-Lehr-Straße – K 645 – Saarstraße – Rheingaustraße – L 3482 – Rheingaustraße – K 643 – Rheingaustraße – K 643 – Rheingaustraße – Biebricher Straße – L 3482 |
| K 649 | K 648 – Glarusstraße – Breslauer Straße – L 3482 |
| K 650 | L 3037 – Mainzer Straße – – (hier auf 700 m als ) – – Mainzer Straße – L 3482 |
| K 651 | – Platter Straße – K 647 – Schwalbacher Straße – L 3037 |
| K 652 | L 3039 – Erbenheimer Straße – Tempelhofer Straße – K 634 |
| K 653 | K 647 – Parkstraße – Fichtestraße – K 659 – Moltkering – L 3037 |
| K 654 | K 646 – Stegerwaldstraße – Schönaustraße – Stielstraße – Freudenbergstraße – K 648 |
| K 655 | K 646 – Erich-Ollenhauer-Straße – – Erich-Ollenhauer-Straße – Tannhäuserstraße – K 643 |
| K 656 | L 3039 – Weingartenstraße – Nordenstadter Straße – An der Igstadter Straße – Oberpfortstraße – L 3028 |
| K 657 | L 3028 – Medenbacher Straße – L 3039 |
| K 658 | K 660 – Am Burgacker – – Vogelsangstraße – Sandhasenweg – K 661 – Wiesentalstraße – Heßlocher Straße – K 659 – Oberstraße – Stiegelstraße – Hinterbergstraße – L 3039 |
| K 659 | L 3037 – Frankfurter Straße – Bierstadter Straße – K 653 – Bierstadter Straße – Bierstadter Höhe – – Bierstadter Höhe – L 3039 – Zieglerstraße – Am Wolfsfeld – Pfortenstraße – Vorderstraße – K 658 – Oberstraße – Hockenheimer Straße – K 661 – Alt Auringen – K 791 – Auringer Straße – K 647                                                              |
| K 660 | K 647 – Ostpreußenstraße – K 658 – Am Ringwall – Kehrstraße – |
| K 661 | K 658 – Michaelisstraße – K 659 |
| K 663 | K 634 – Berliner Straße – Barbarossastraße – Wandersmannstraße – Oberfeld – Konrad-Zuse-Straße – L 3028 – Hunsrückstraße – Wallauer Weg – Stadtgrenze – (K 785 im Main-Kinzig-Kreis) |
| K 786 | L 3028 – Mühlberg – Landwehrstraße – Soonwaldstraße – L 3017 an der Stadtgrenze |
| K 791 | K 659 – Alt Auringen – August-Ruf-Straße – L 3028 |

## Nummerierung der Kreisstraßen im Regierungsbezirk Darmstadt
Die Kreisstraßen im Regierungsbezirk Darmstadt wurden ursprünglich nach einem bestimmten Nummernplan durchnummeriert. Hierbei wählte man für den Kreis Bergstraße die niedrigsten und für den Main-Kinzig-Kreis die höchsten Kreisstraßennummern.
Die Nummerierung erfolgte in der Regel in folgender Reihenfolge:
Kreis Bergstraße, Odenwaldkreis, Landkreis Darmstadt-Dieburg, Kreis Groß-Gerau, kreisfreie Stadt Darmstadt, Landkreis Offenbach, kreisfreie Stadt Offenbach am Main, Wetteraukreis, Rheingau-Taunus-Kreis, kreisfreie Stadt Wiesbaden, Hochtaunuskreis, Main-Taunus-Kreis, kreisfreie Stadt Frankfurt am Main und schließlich Main-Kinzig-Kreis.
Auch die Nummerierungen der Kreisstraßen im Lahn-Dill-Kreis und im Landkreis Limburg-Weilburg, die seit dem 1. Januar 1981 zum Regierungsbezirk Gießen gehören, folgen großenteils noch diesem Nummernplan.